# The Morning After (American Horror Story)
"The Morning After" é o segundo episódio da oitava temporada da série de televisão antológica American Horror Story. Foi ao ar em 19 de setembro de 2018 na FX. O episódio foi escrito por James Wong e dirigido por Jennifer Lynch.

## Enredo
Langdon se apresenta aos convidados do Outpost 3 e explica seu dever. Ele pergunta ao Sr. Gallant sobre sua orientação sexual e seu ódio para com sua avó. Mais tarde, o homem de borracha se aproxima Gallant em seu quarto e Evie pega os dois fazendo sexo. Ela relata sua insubordinação à Sra. Mead. Timothy e Emily descobrem e-mails cooperativos detalhando as transgressões de Venable contra o protocolo adequado do Outpost. Gallant se recusa a revelar a identidade do Homem de Borracha para Venable, apesar de ter sido chicoteado por Mead. Gallant assegura a Langdon que ele não revelou sua identidade e Langdon afirma que ele não é o Homem de Borracha e que ele nunca faria sexo com ele. Timothy e Emily rejeitam as regras do Outpost 3 e fazem sexo pela primeira vez. O homem de borracha tenta seduzir Gallant mais uma vez e Gallant o apunhala no estômago com uma tesoura. Langdon aparece na cena e Gallant se vê olhando para o cadáver ensanguentado de sua avó. Timothy e Emily são apanhados na cama e são condenados à morte. Timothy atira Mead no estômago e sua ferida revela fiação interna e líquido branco.

## Recepção
O episódio recebeu principalmente avaliações positivas dos críticos. No agregador de revisão Rotten Tomatoes, "The Morning After" detém uma taxa de aprovação de 100%, com base em 9 avaliações com uma classificação média de 7,20 de 10.
Ron Hogan, do Den of Geek, deu um episódio uma nota de 3.5 / 5, dizendo: "Estou certo de que os eventos chocantes e confusos deste episódio entrarão em ação no final da temporada. É cedo, e as coisas ainda estão crescendo. O que é confuso agora fará mais sentido depois, ou será enterrado embaixo de coisas muito mais confusas mais tarde. De qualquer forma, "The Morning After" é um episódio bastante satisfatório que não tem o gancho inicial do primeiro episódio, mas acrescenta muita estranheza ao ensopado de cobra."
Kat Rosenfield, da Entertainment Weekly, deu o episódio um B. Ela estava duvidosa por causa do suspense, dizendo que "mesmo para um programa em que momentos esquisitos são um centavo a dúzia, este é estranho como o inferno", mas ela apreciou a atmosfera geral e manipulação feita pelo personagem de Langdon. Ela também gostou da química entre Peters e Fern, comentando que "definitivamente há uma vibe". Brian Moylan, da Vulture, deu ao episódio 5 de 5, com uma crítica positiva. Ele particularmente elogiou o desempenho de Paulson, chamando-a de "a atriz perfeita", mas também Collins e sua personagem, dizendo que "Evie é um ícone cultural e espero ser tão influente e cheio como ela é um dia". Finalmente, ele gostou do momento do suspense do episódio e da revelação sobre o personagem de Mead.
Matt Fowler, da IGN, deu o episódio a 6,0 de 10, com uma avaliação mista. Ele disse, “Trazer o Homem de Borracha, ou qualquer outra versão do Homem de Borracha, é uma maneira divertida e firme de afirmar definitivamente que as coisas de Murder House-x vão acontecer. As pequenas assombrações e truques aleatórios, que podem também envolvem as bruxas de Coven, são todas as que mantêm esta história viva, infelizmente."